# Allium qasyunense
Allium qasyunense är en amaryllisväxtart som beskrevs av Paul Mouterde. Allium qasyunense ingår i släktet lökar, och familjen amaryllisväxter. Inga underarter finns listade i Catalogue of Life.